# 제11보병연대 (미국)
제11보병연대(영어: 11th Infantry Regiment)은 미국 육군의 보병연대이다. 표어는 미국 해병대와 똑같은 라틴어: Semper fidelis(→항상 충실하라), 별명은 Wandering 11th(→돌아다니는 11연대)이다. 현재 제11보병연대는 조지아주 포트 배닝에 주둔하고 있다.

## 역사
1798년 7월 16일자 대통령의 명령에 따라 유사전쟁에 투입할 전력으로서 정규군 연대로 창설되었다. 하지만, 전쟁에 종군하지 않았고, 1800년 6월 15일 해산하였다.
1812년 1월 11일에 재편성되어 1812년 전쟁에 참전하였다.
1861년 5월 3일 논의되어 이듬해 1862년 5월 6일에 재창설되었고, 정식적으로 연대기가 시작되었으며, 그동안 남북전쟁, 미국-인도 전쟁, 미국-스페인 전쟁, 제1차 세계 대전, 제2차 세계 대전, 베트남 전쟁에 참전했다.

### 교육훈련부대
1987년 8월 14일, 보병학교의 학교여단 제1,2,3대대가 제11보병, 1,2,3대대로 재지정되어 학교여단에 배속되었다. 4년 뒤, 학교여단은 해산되고 제11보병연대로 재편성되었다. 연대의 1대대는 직접임관과정(Direct Commission Cours)과 초급장교 지도 과정 2단계(BOLC II), 2대대는 보병초급장교 지도과정(IBOLC/BOLC III), 3대대는 사관후보학교의 교육훈련을 맡았다.
2007년 6월 27일, 연대를 기반으로 제199보병여단이 보병학교의 교육훈련부대로 소집되었고, 연대의 제2, 3대대가 제199보병여단에 배속되었다.